# Universitat de Namur
La Universitat de Namur (UNamur) és una institució d'educació superior universitària catòlica subvencionada per la Federació Valònia-Brussel·les amb seu a Namur. Fundada el 1831 pels jesuïtes com a institut d'educació secundària, als edificis restaurats de l'antiga abadia benedictina de La Paix-Notre-Dame a Namur, va evolucionar fins a convertir-se en les Facultés universitaires Notre-Dame-de-la-Paix (FUNDP) abans de canviar de nom el 2013. Aleshores tenia 6.600 estudiants dividits en sis facultats. La docència i la recerca es duen a terme conjuntament en els camps de la ciència, l'economia, el dret, la medicina, les tecnologies de la informació i la literatura. La universitat és membre fundador de l'Acadèmia de Lovaina, després de l'Aliança Universitària Louvain Namur Ensemble i del Pol Acadèmic de Namur, que presideix. El curs 2023-2024 tenia 7.236 alumnes.